# Lorica segmentata

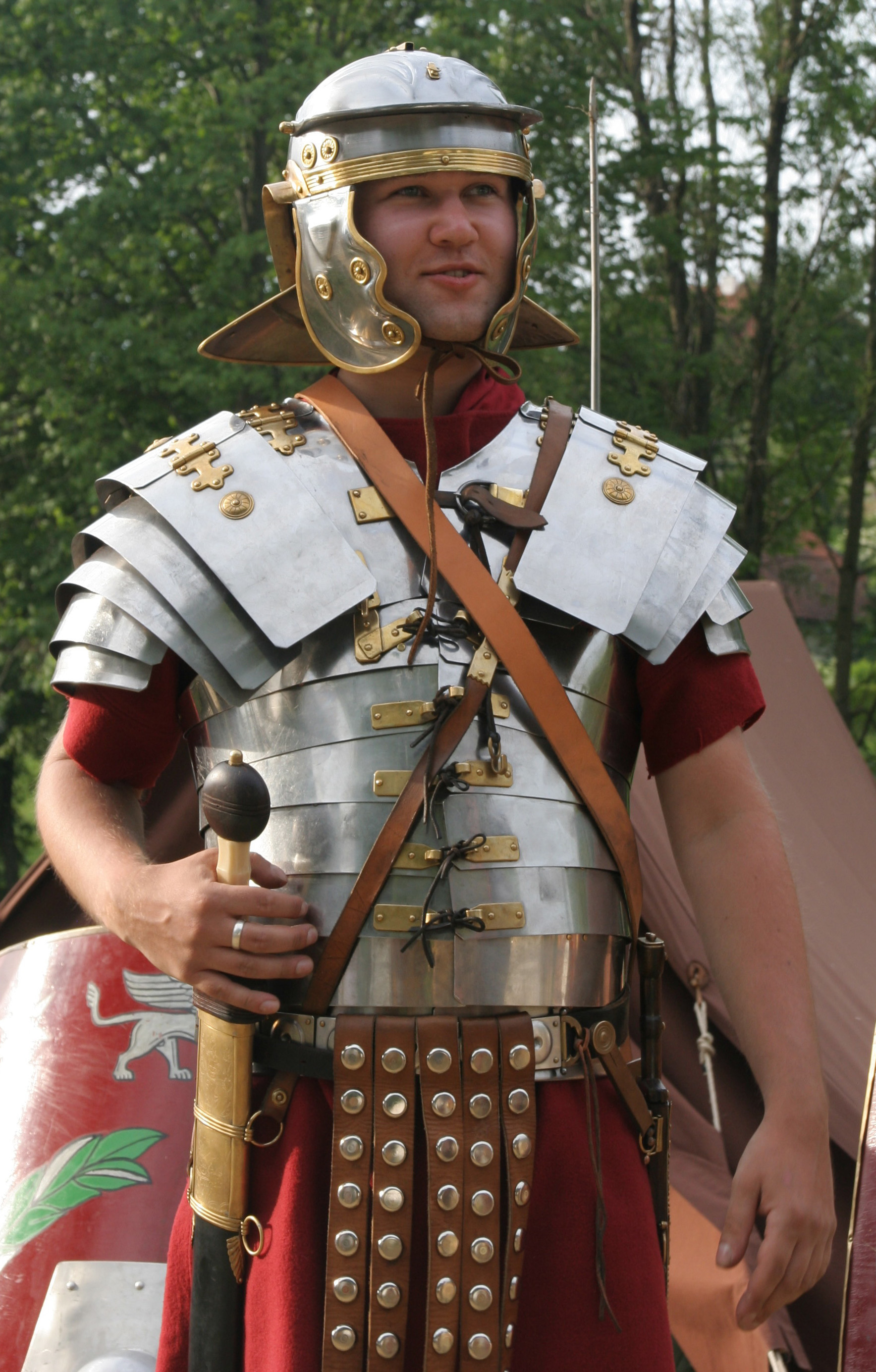
Nachbildung eines Schienenpanzers um 70 n. Chr.

Die Lorica segmentata ist ein Glieder-, Schienen- oder Spangenpanzer, der zu Beginn des 1. Jahrhunderts n. Chr. in der römischen Armee gebräuchlich wurde.

## Geschichte
Die Lorica segmentata ist die am meisten mit der römischen Armee in Verbindung gebrachte Rüstung. Die Lorica segmentata lässt sich bereits um das Jahr 9 n. Chr. in der Fundregion Kalkriese dem wahrscheinlichsten Schauplatz der Schlacht im Teutoburger Wald nachweisen. Im 3. Jahrhundert n. Chr. wurde der Typ immer seltener verwendet und bald ganz aufgegeben.

## Beschreibung
Die Lorica Segmentata bestand hauptsächlich aus Eisen oder Stahl. Die einzelnen Metallplatten wurden gehämmert und geformt, um den Körper des Trägers anzupassen. Einige Rüstungen wurden zum Schutz vor Korrosion zusätzlich verzinnt oder mit einer dünnen Schicht aus Messing oder Bronze versehen. Die Verbindungselemente, wie Nieten, Scharniere und Haken, bestanden aus Bronze oder Messing. Die Rüstung war in mehrere Segmente unterteilt. Diese Segmente waren so gestaltet, dass sie Flexibilität und Bewegungsfreiheit ermöglichten, ohne den Schutz des Trägers zu beeinträchtigen.  Die Schulterpartien bestehen aus gebogenen Platten, die auf den Schultern aufliegen und den oberen Brust- und Rückenbereich schützen. Diese Platten sind durch Scharniere und Riemen miteinander verbunden und können sich bei Armbewegungen mitbewegen.
Der Brust- und Rückenbereich wird durch horizontale Platten geschützt, die sich um den Oberkörper legen. Diese Platten sind so gestaltet, dass sie sich überlappen, eine lückenlose Abdeckung bieten und gleichzeitig Beweglichkeit erlauben.
Der untere Bereich der Rüstung ist durch mehrere schmale, horizontale Platten geschützt, die sich um die Taille und den Bauch des Trägers anpassen. Diese Platten sind ebenfalls miteinander verbunden und ermöglichen Flexibilität. Im Inneren der Rüstung wurden die Platten mit Lederriemen fixiert, um sie in Position zu halten und Bewegungsfreiheit zu erhalten. Diese wurden an der Vorderseite der Platten angebracht, um die Rüstung zu schließen. Sie ermöglichten ein schnelles An- und Ablegen. Die Schulterplatten und einige andere Bereiche wurden durch Scharniere verbunden, die eine zusätzliche Flexibilität und Stabilität gewährleisteten. Unter der Lorica Segmentata trugen die Soldaten in der Regel eine gepolsterte Tunika (subarmalis), die den Tragekomfort erhöhte und die Wucht von Schlägen abfederte. Diese Polsterung verhinderte auch, dass die Metallplatten direkt auf der Haut auflagen, was unangenehm gewesen wäre.

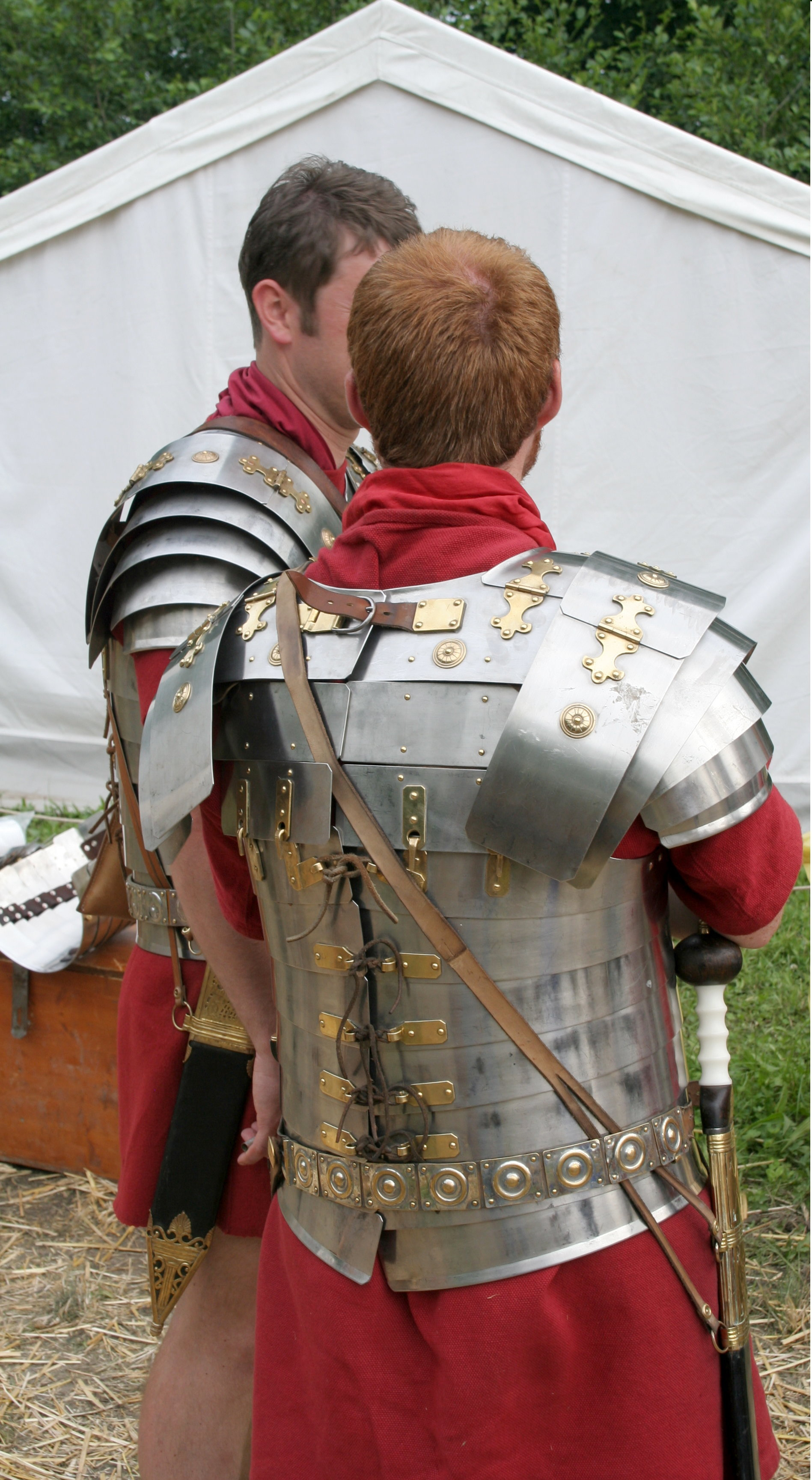
Rückseite
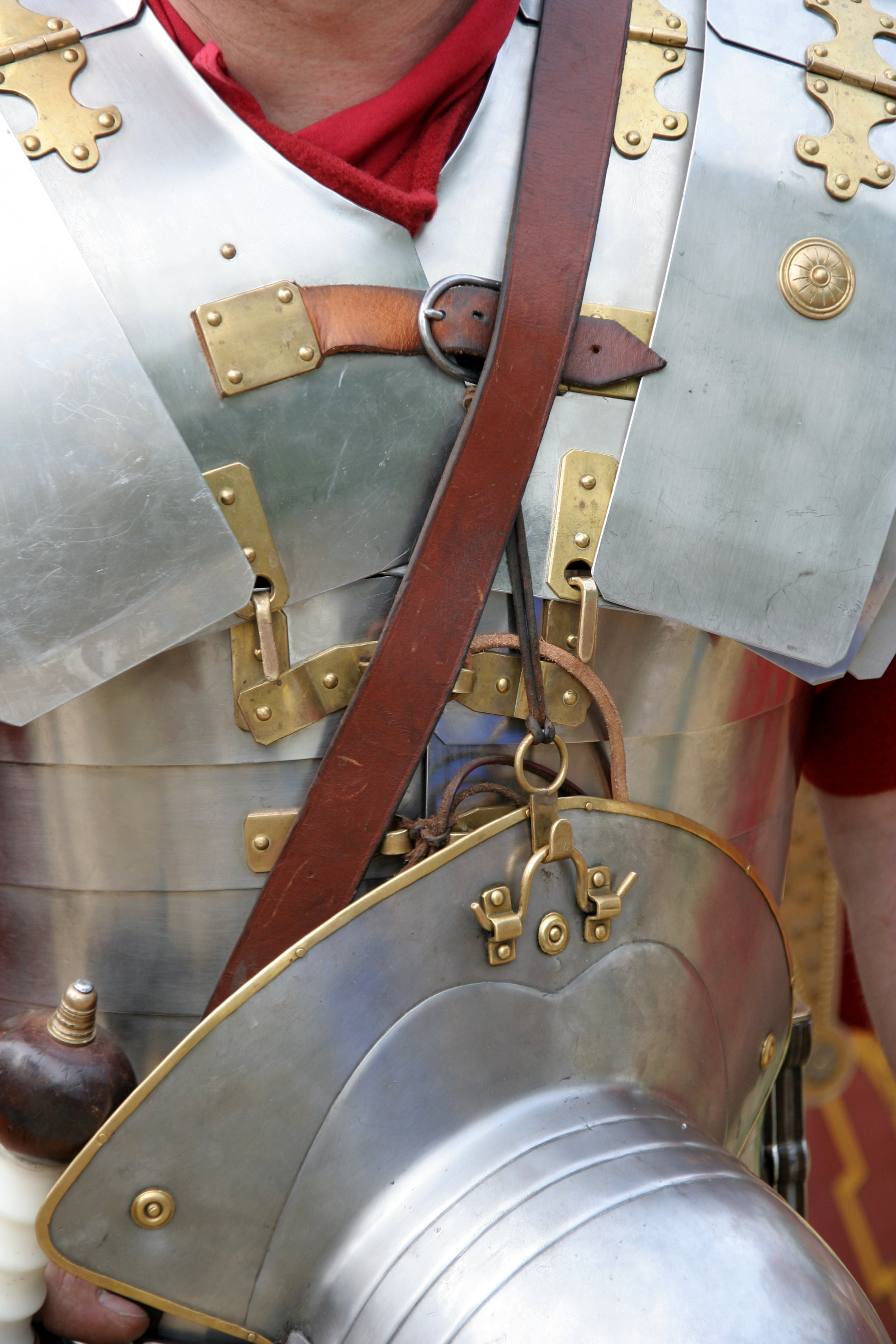
Vorderseite
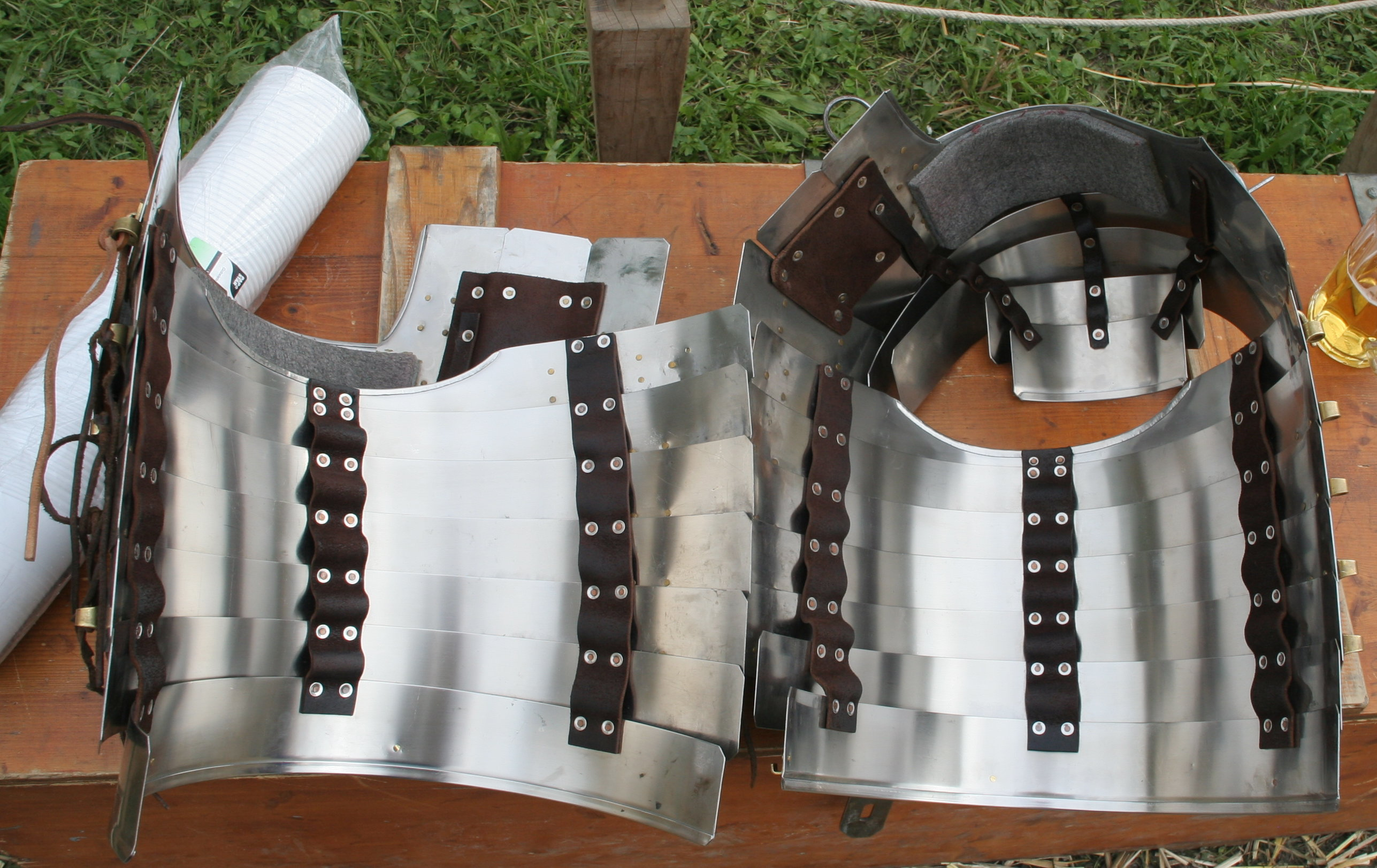
Innenseite
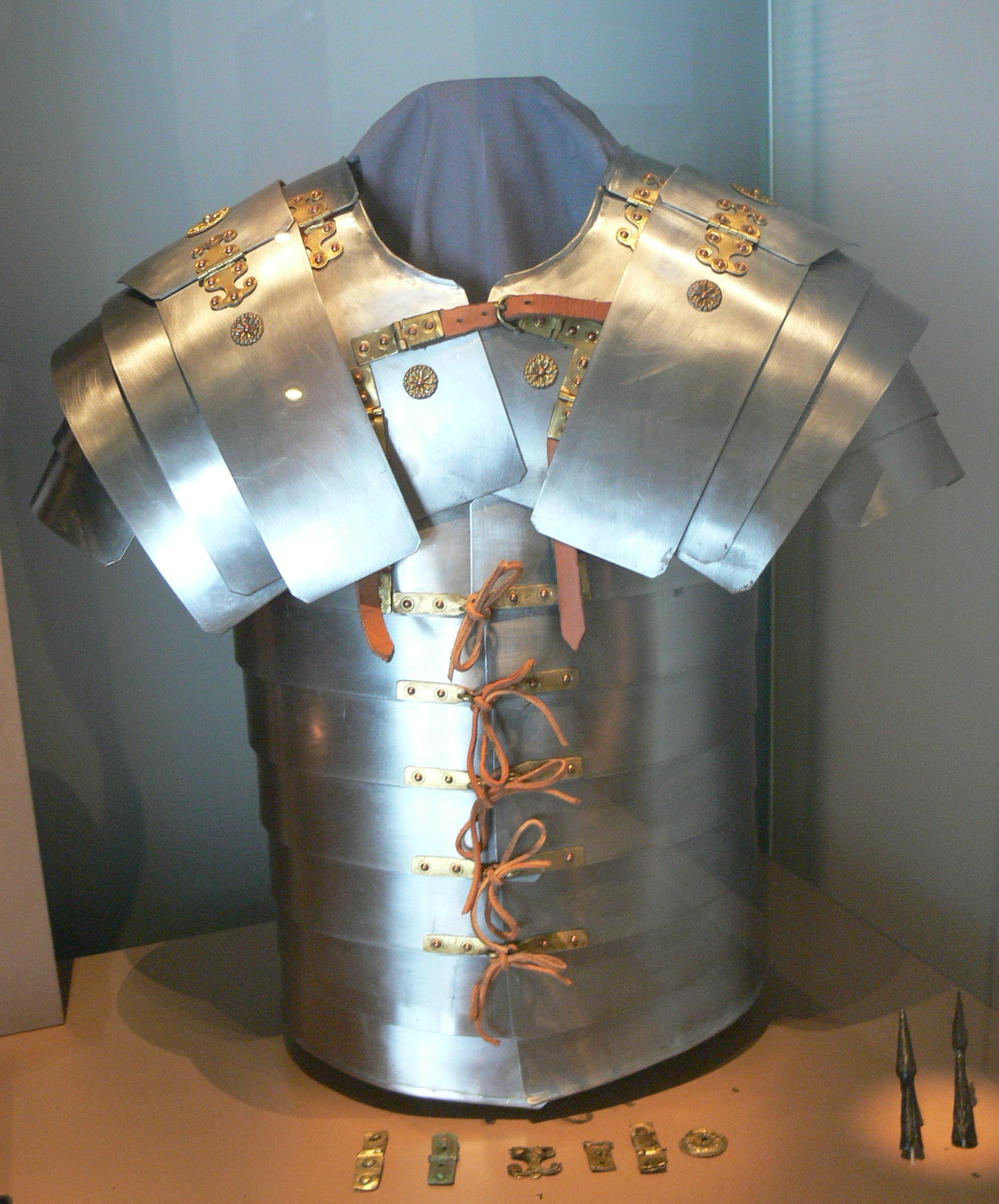
Rekonstruktion im Kelten-Römer-Museum in Manching

## Varianten
Die Lorica Segmentata wurde im Laufe ihrer Nutzungszeit (ca. 1. bis 3. Jahrhundert n. Chr.) mehrfach weiterentwickelt, was zu verschiedenen Varianten führte, die an unterschiedlichen Fundorten entdeckt wurden. Die Varianten unterscheiden sich in Konstruktion, Materialnutzung und Details der Verbindungselemente. Die vier bekanntesten Typen sind Kalkriese, Corbridge, Newstead und Alba Iulia.

### Typ Kalkriese (ca. 1. Jahrhundert n. Chr.)
Fundort Kalkriese in Niedersachsen, Dies ist die älteste bekannte Variante der Lorica Segmentata. Die Verbindungselemente, wie Scharniere und Haken, sind weniger aufwendig gearbeitet als bei späteren Typen. Die Platten sind vergleichsweise schmal und weniger komplex geformt und wurden mit einfachen Nieten und Lederriemen befestigt.

### Typ Corbridge (ca. 1.–2. Jahrhundert n. Chr.)
Fundort Corbridge, Nordengland. Die Corbridge-Variante gilt als Standardversion der Lorica Segmentata und war wahrscheinlich die am weitesten verbreitete Form. Die Platten sind durch stabilere Scharniere und Haken verbunden, was die Haltbarkeit und Beweglichkeit erhöhte. Der Typ Corbridge wurde mit austauschbaren Modulen gefertigt, was Reparaturen erleichterte. Die Rüstung wurde in zwei separaten Sets getragen – einer für die Brust und einer für den Rücken, die durch Riemen miteinander verbunden wurden. Die Rüstungen zeigen eine hochwertigere Verarbeitung, die mit der verbesserten Organisation der römischen Armee zusammenhängt.

### Typ Newstead (ca. 2. Jahrhundert n. Chr.)
Fundort Newstead, Schottland. Der Typ Newstead zeigt eine deutliche Vereinfachung im Vergleich zum Typ Corbridge. Viele Verbindungselemente wurden weggelassen, um die Produktion zu beschleunigen. Die Platten sind breiter und weniger zahlreich, was die Herstellung und möglicherweise die Stabilität erleichterte. Die Rüstung war robuster, aber möglicherweise weniger flexibel.

### Typ Alba Iulia (ca. 3. Jahrhundert n. Chr.)
Fundort Alba Iulia in Rumänien. Dies ist die jüngste bekannte Form der Lorica Segmentata, die am Ende ihres Verwendungszeitraums auftaucht. Die Platten und Verbindungselemente sind noch einfacher und robuster gestaltet.